# Emberg (Berg)
Der Emberg ist ein 541,9 m ü. NHN hoher, nahe Dermbach gelegener Ausläufer des thüringischen Bergs Baier in der Rhön, einem deutschen Mittelgebirge beim Dreiländereck von Bayern, Hessen und Thüringen.

## Geografische Lage
Als Südwestausläufer des Baiers (713,9 m) – etwa 2 km südwestlich von dessen Vulkangipfel – befindet sich der Emberg im Südteil des Wartburgkreises in der Auersberger Kuppenrhön. Er liegt im Biosphärenreservat Rhön rund 750 m in der Flur von Oberalba, einem nordwestlichen Gemeindeteil von Dermbach.

## Geschichte
Ursprünglich stand hier vermutlich eine kleine Kapelle zu Ehren Marias, woher sich auch sein mutmaßlicher früherer Name Maria Ehrenberg ableitete. Im Lauf der Zeit änderte sich dieser wahrscheinlich über Ehrenberg zu Emberg. Über den Kamm des Emberges verläuft eine etwa zwei Kilometer lange Landwehr als frühneuzeitliche Befestigungsanlage, die Gräben sind dicht nördlich der Landesstraße am Parkplatz Emberg noch gut erkennbar.
Der „Dermbacher Meteorit“ wurde 1924 in der Nähe des Embergs oberhalb von Unteralba  bei Forstarbeiten gefunden. Das 1,5 kg schwere Fundstück wurde von den Bauarbeitern zunächst für einen Erzbrocken gehalten, es gelangte später in das Berliner Naturkundemuseum. Ein weiteres, 53 g schwereres Trümmerstück des Meteoriten konnte nach Jahren in der Nähe der Impaktstelle gefunden werden, es befindet sich heute im Dermbacher Heimatmuseum.

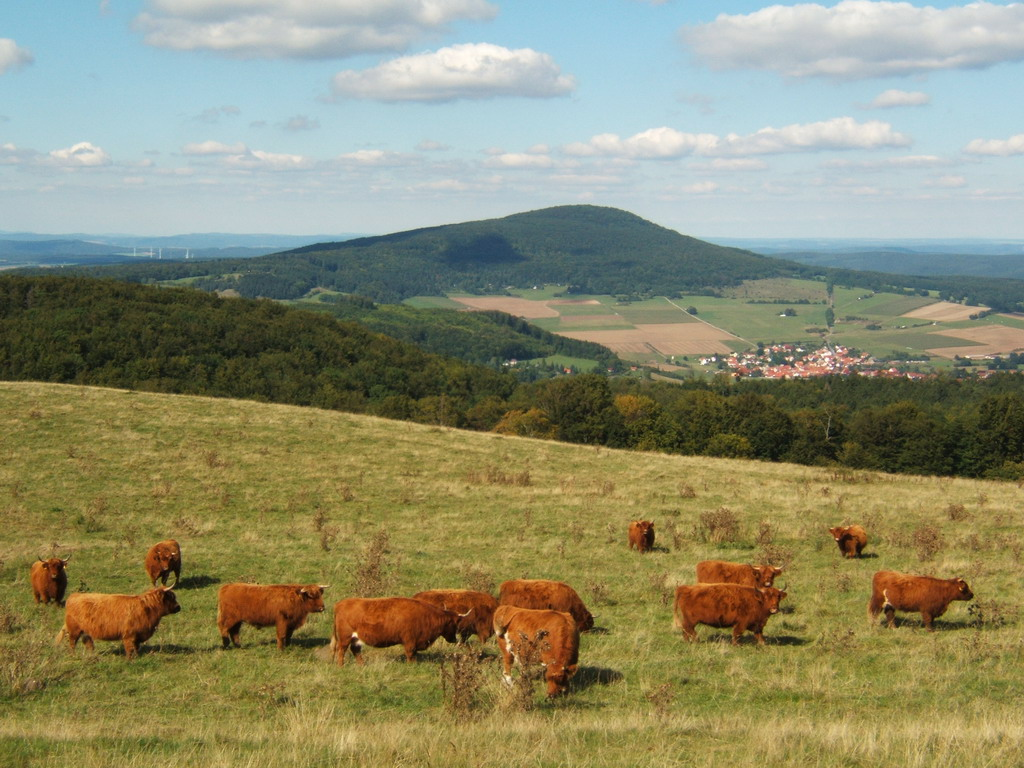
Blick vom Gläserberg zum Baier (Nordrhön). Links der Osthang des Embergs
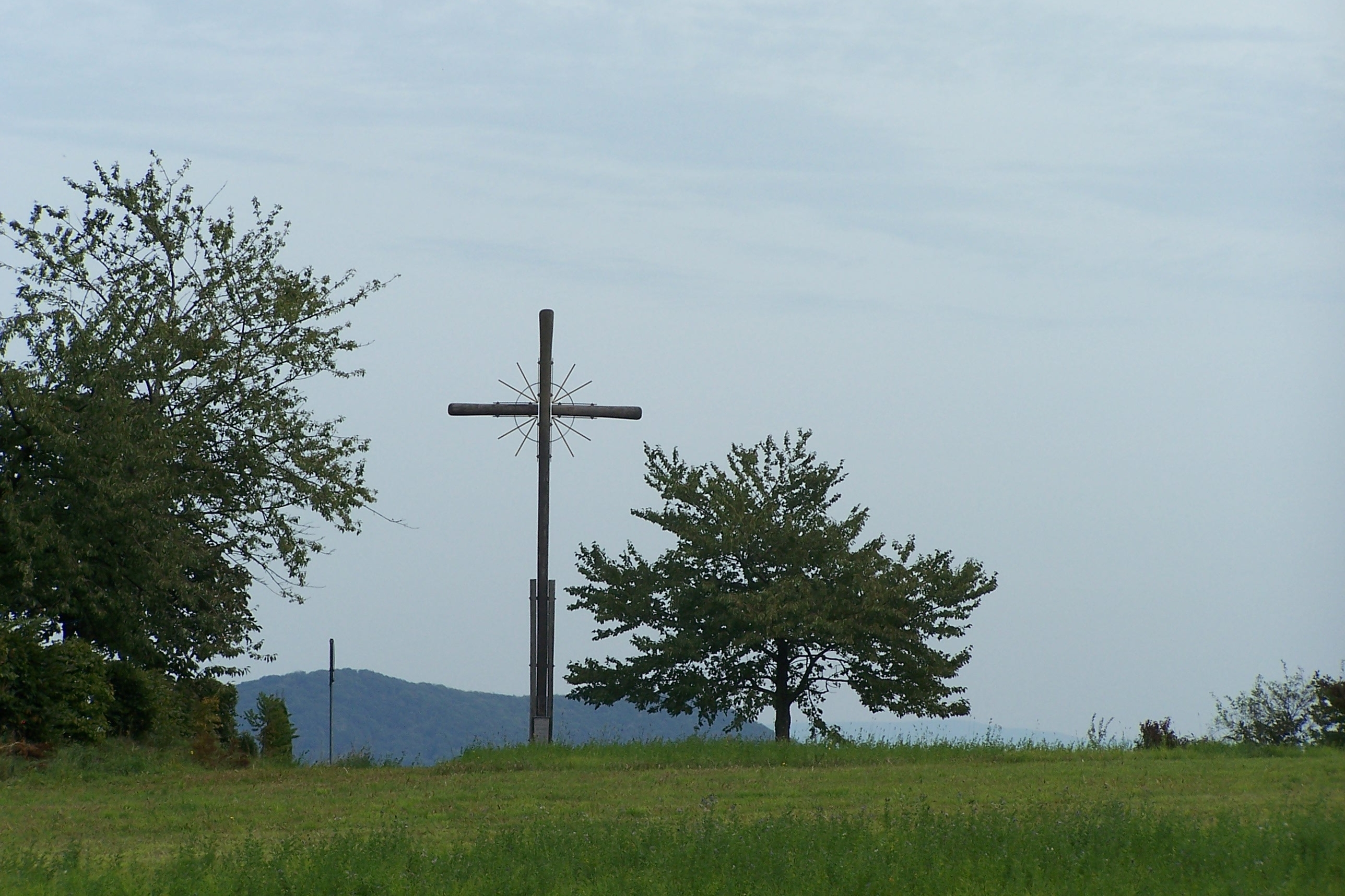
Das Gipfelkreuz an der Emberghütte
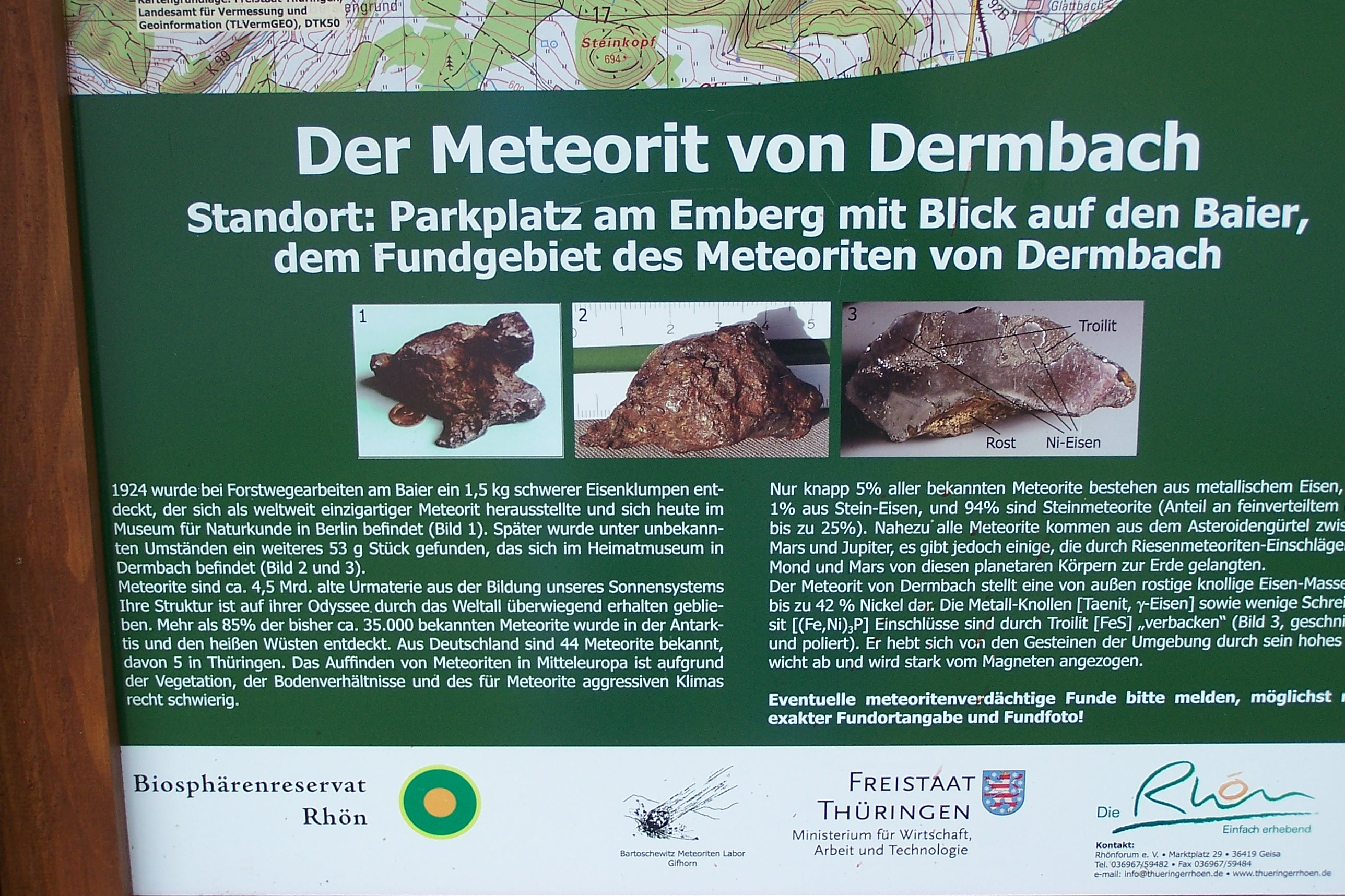
Infotafel an der Emberghütte zum Meteoritenfund (1924)
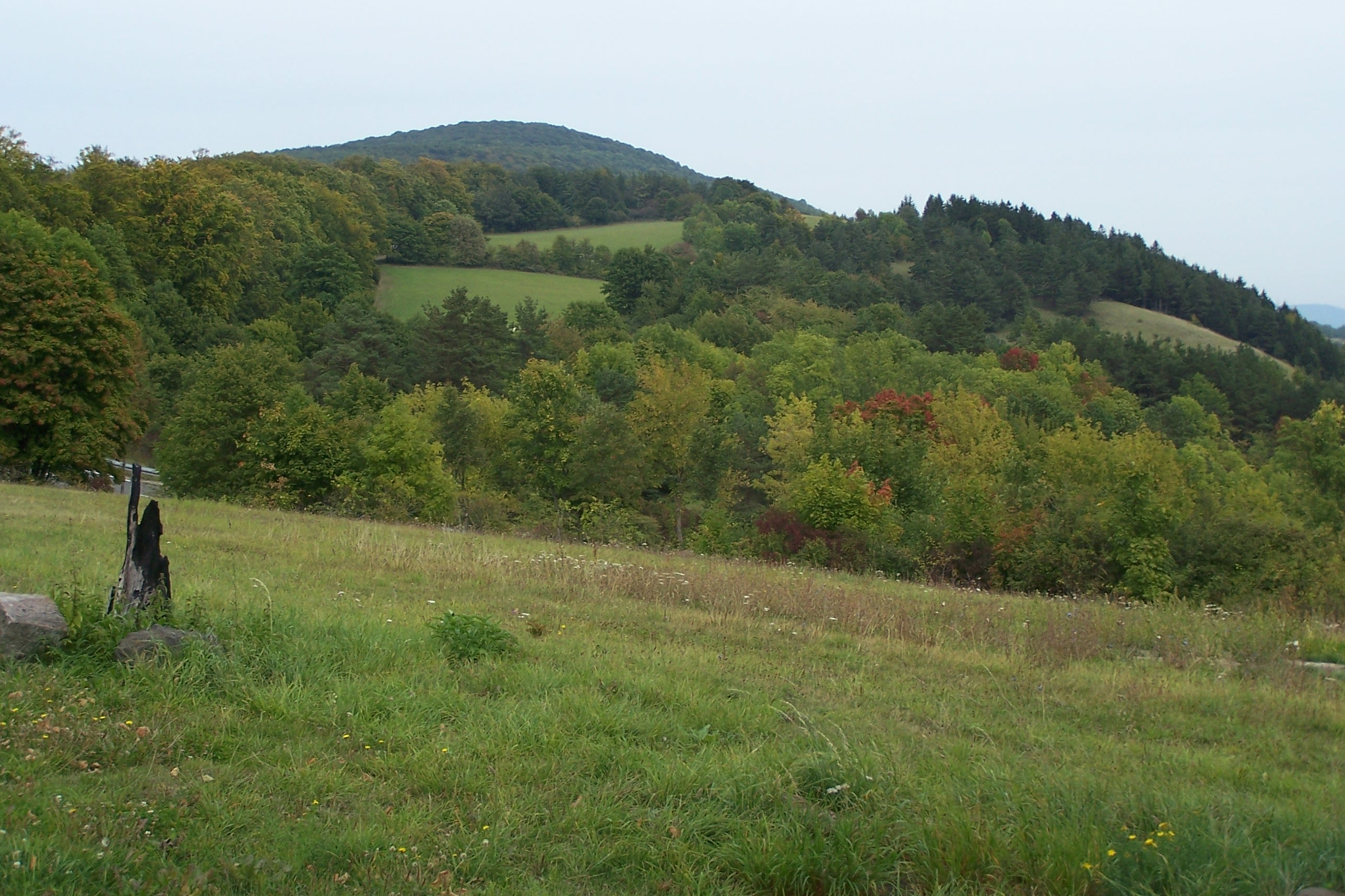
Blick vom Parkplatz an der Emberghütte auf den Emberg

## Aussichtspunkte
Der Emberg bietet mehrere Aussichtspunkte:
- Der beliebte Rastplatz bei der Emberghütte liegt unmittelbar an der Landesstraße und bietet mehrere Pavillons und Sitzecken mit freier Sicht nach Osten zum Inselsberg (916,5 m), Pleß (645,4 m), Dolmar (739,6 m) und zum Feldatal um Dermbach.
- Ein weiterer Aussichtspunkt befindet sich am Radweg 500 m westlich und bietet einen Blick auf das obere Oechsetal in Richtung Westen.
- Ein dritter Aussichtspunkt befindet sich in Gipfelnähe (Funkmast) und gestattet den Blick in Richtung Südosten.